# قصعين أبيض الساق
قصعين أبيض الساق (الاسم العلمي:Salvia albicaulis) هو نوع من النباتات يتبع جنس القصعين من الفصيلة الشفوية.